# Lucifer (gruppo musicale giapponese)
Lucifer (リュシフェル?, Ryushiferu) (grafie alternative - Λucifer, Aucifer) è una band di J-Rock giapponese che fa capo allo stile visual kei. Formatasi nel 1999, si è sciolta nel 2003.

## Storia del gruppo
Il nome della band è legato al Shōjo manga di successo "Strofe d'amore" della mangaka giapponese Mayu Shinjō, che narra le vicende di una band omonima. Λucifer nacque per promuovere l'anime "Strofe d'amore". I membri della vera band assunsero gli stessi nomi dei personaggi dell'anime, con l'eccezione del cantante Makoto, che non cambiò il proprio nome in Sakuya.
Λucifer debuttò il 15 settembre 1999 con il suo primo singolo Datenshi BLUE, che era anche la seconda colonna sonora di apertura dell'anime. Sempre di Λucifer erano anche le canzoni C no Binetsu e Tokyo Illusion, usate rispettivamente come terza e quarta colonna sonora di apertura. All'inizio dell'anime la band interpretò anche canzoni i cui testi erano apparsi nel manga di Mayu Shinjo. Un esempio è la canzone Plasmagic, suonata sia dalla band nel Manga/Anime, sia dalla vera band Λucifer.
La popolarità della band continuò a crescere e durante lo stesso anno pubblicò il suo primo album: Limit Control. Le musiche erano state scritte da Takuya Asanuma, Chisato, IPPEI e TAIZO, ma successivamente i membri della band iniziarono a scrivere da soli la propria musica. Seguirono altri album e singoli e, dopo la fine dell'anime, i membri della band decisero di continuare a suonare insieme.
Il 25 ottobre 2002, dopo più di due anni e mezzo dalla fine dell'anime, i membri di Λucifer annunciarono lo scioglimento della band. Seguì un ultimo tour di 9 concerti, l'"Λucifer Last Live 2002-2003 Energy", tra il 16 dicembre 2002 e il 10 gennaio 2003. L'11 gennaio 2003, dopo essere apparsi su una TV thailandese (la prima apparizione pubblica della band al di fuori del Giappone), la band si sciolse e i suoi membri seguirono strade separate.
Makoto ha iniziato la carriera da solista (prima usando solo il suo nome di battesimo, poi con nome e cognome). È un interprete, cantautore, attore e modello giapponese, attivo sia in Giappone che in Thailandia. Dal 2010, è il cantante della rock band visual kei †яi¢к. Gli altri membri della band sono: chitarra: Taiji Fujimoto, chitarra: Shintaro Mizuno, basso: Shuse, batteria: Tero.
Towa suona in due gruppi che si chiamano Olive Sunday e Birth of Life e ha anche fatto dei lavori da solista. È anche una delle persone che arrangia molte canzoni per gli idoli j-pop AKB48 e altri gruppi correlati.
Santa è con Towa negli Olive Sunday. Dal 2007, ha partecipato a molti tour dal vivo di Miliyah Kato.
Yuki ha formato i Dustar-3 con due ex membri dei Sex Machineguns, Noisy e Himawari. Collabora anche con Yasunori Hayashi dei Janne Da Arc al suo progetto solista, Acid Black Cherry. Nel 2010, si è unito ai Rayflower, un gruppo creato da Keiichi Miyako e Sakura.
Atsuro ha suonato la chitarra per artisti j-pop come meg rock, Marika e Chieko Kawabe. Produce e arrangia anche canzoni per un numero straordinario di artisti j-pop come Aya Hirano, Shōko Nakagawa, e Minori Chihara.
La band si riunì in occasioni speciali nel 2010 e nel 2012.

## Formazione
- Makoto "MAKOTO" Koshinaka - voce
- Masahiko "YUKI" Yuuki - chitarra
- Daisuke "ATSURO" Kato - chitarra
- Tomonori "TOWA" Taguchi - basso
- Toru "SANTA" Abe - batteria

## Discografia

### Album studio
- 1999 - Limit Control
- 2001 - Beatrip
- 2002 - Element of Love
- 2002 - The Best

### Singoli
- 1999 - Datenshi BLUE
- 1999 - C no Binetsu
- 2000 - TOKYO Illusion
- 2000 - CARNATION CRIME
- 2000 - JUNK CITY
- 2000 - TSUBASA
- 2001 - Hypersonic Soul
- 2002 - Regret
- 2002 - Realize

### DVD
- film〜ESCAPE
- Be-Trip Tour 2001
- Film〜ESCAPE 2
- LAST TOUR 2002-2003 ENERGY TOUR FINAL AT TOKYO KOKUSAI FORUM
- Λucifer 10th Anniversary Live Tour Rinne 2010.09.01 AKASAKA BLITZ